# Karl Heinrich Adelbert Lipsius

Adelbert Lipsius

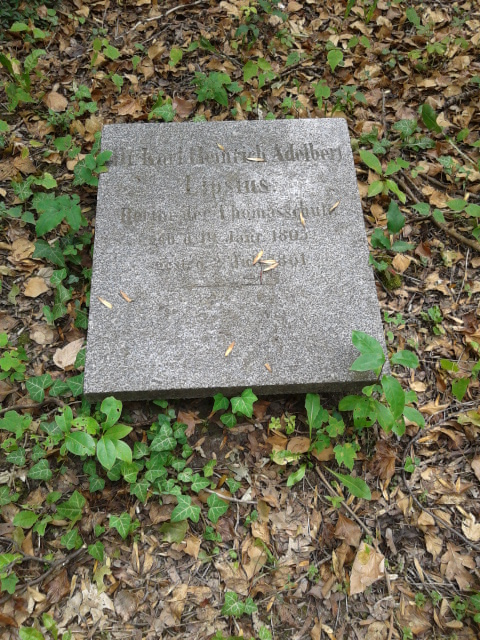
Grabstein Adelbert Lipsius auf dem Alten Johannisfriedhof Leipzig

Karl Heinrich Adelbert Lipsius (* 19. Januar 1805 in Großhennersdorf; † 2. Juli 1861 in Leipzig) war ein deutscher evangelisch-lutherischer Theologe und Pädagoge.

## Leben
Lipsius entstammt einer Theologenfamilie. Er wurde 1805 als jüngster Sohn des Oberpfarrers von Bernstadt Adolf Gottfried Wilhelm Lipsius (* 13. November 1768; † 6. Mai 1841 in Bernstadt auf dem Eigen) und dessen Ehefrau, der Lehrerin Magdalena Elisabeth Lipsius (geb. Garve, * 26. Oktober 1773; † 25. Dezember 1849 in Leipzig), in Großhennersdorf in der Oberlausitz geboren. Sein älterer Bruder ist der Oberpfarrer Gustav Hermann Julius Lipsius (1802–1841). Bis 1820 wurde er von seinem Vater unterrichtet. Von 1820 bis 1823 besuchte er das Alte Gymnasium in Zittau.
Nach dem Abitur studierte er Evangelische Theologie, Klassische Philologie, Philosophie und Orientalistik an der Universität Leipzig. Im Anschluss daran erwarb er den Liberalium Artium Magister und promovierte zum Dr. phil. Von 1826 bis 1827 wirkte er als Lehrer an der Thomasschule in Leipzig. Danach habilitierte er an der Philosophischen Fakultät der Leipziger Universität mit der Schrift: De modorum usu in novo Testamento quaestiones grammaticae, pars prima indicativi usum explicans.
Im Jahr 1827 wurde er Konrektor am Gymnasium Rutheneum in Gera. Schließlich wurde er 1829 von dem Rat der Stadt Leipzig zurückberufen. Von 1829 bis 1831 war er als Privatdozent für Theologie an der Leipziger Universität tätig. Seit 1831/32 war er wieder Religionslehrer an der Thomasschule und gab Unterricht in Hebräisch und Philologie. Im Jahr 1847 übernahm er das Amt des Konrektors. 1861 wurde er Nachfolger von Rektor Johann Gottfried Stallbaum.
Er war darüber hinaus seit 1832 Mitglied der Historisch-Theologischen Gesellschaft zu Leipzig und seit 1837 korrespondierendes Mitglied der Oberlausitzischen Gesellschaft der Wissenschaften zu Görlitz (OLGdW). Zum Vorsitzenden der sächsischen Gymnasiallehrer-Versammlungen in Leipzig und Meißen wurde er 1848 einstimmig gewählt. Eine enge Freundschaft verband ihn zeitlebens mit dem Dichter Friedrich Rückert.
Lipsius starb 1861 in Leipzig und wurde auf dem Alten Johannisfriedhof begraben. Der Mathematiker August Ferdinand Möbius hielt die Trauerrede.

## Familie
Lipsius war zweimal verheiratet. Seine erste Ehe schloss er am 30. Mai 1828 mit Molly Rost (* 11. September 1805; † 21. Juli 1842 in Leipzig). Aus der Ehe stammen sechs Kinder, wovon zwei jung verstarben. Seine zweite Ehe schloss er am 26. April 1852 mit Lina Wohlfarth (* 15. März 1820 in Plauen), die Ehe blieb kinderlos. Von den Kindern kennt man:
- Richard Adelbert Lipsius (* 1830; † 1892), evangelischer Theologe
- Johannes Wilhelm Konstantin Lipsius (1832; † 1894), Architekt
- Justus Hermann Lipsius (* 1834; † 1920), Philologe und Pädagoge
- Ida Maria Lipsius (* 1837; † 1927), Musikschriftstellerin

## Würdigung
Die Lipsiusstraße, eine Anliegerstraße in Reudnitz wurde 1908 nach ihm benannt.

## Werke
- Schulreden bei verschiedenen Gelegenheiten gehalten. Leipzig 1862.
- Grammatische Untersuchungen über die biblische Gräcität von Dr. Karl Heinrich Adelbert Lipsius. Leipzig 1863.
- Meister Lipsius’ Reise von Leipzig nach der Rudelsburg. Herausgegeben von Wulf Stratowa, Leipzig 1939.